# Accumulatore nichel-metallo idruro

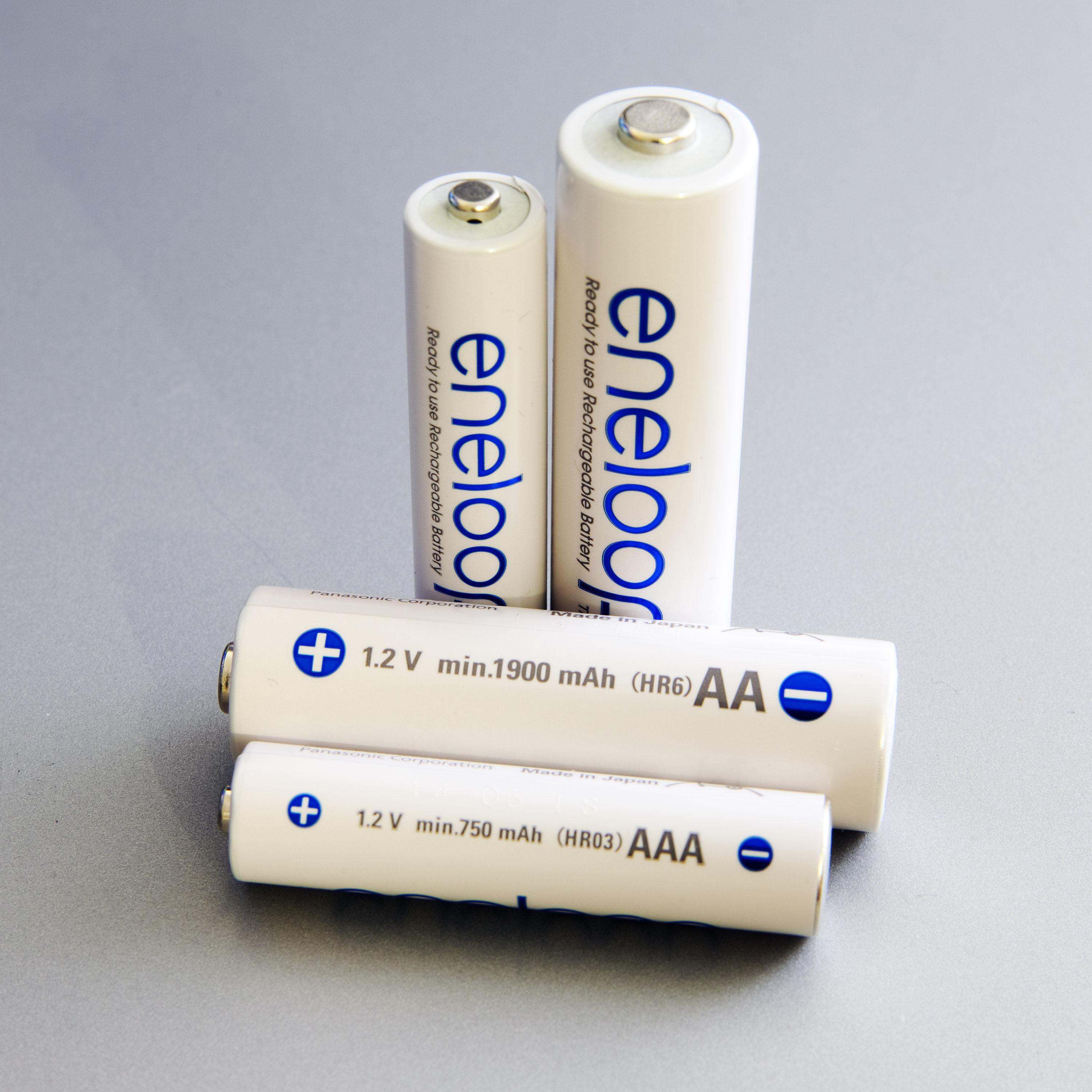
Batteria NiMH ricaricabile ad alta capacità.

L'accumulatore nichel-metallo idruro (detto comunemente, ma impropriamente, nichel-metalidrato), abbreviato NiMH (inglese: nickel-metal hydride), è un tipo di batteria ricaricabile simile all'accumulatore nichel-cadmio (abbreviato NiCd), ma l'anodo, che assorbe l'idrogeno, è una lega invece che cadmio.
Come nelle batterie NiCd, il catodo è costituito da ossiidrossido di nichel NiOOH, (Ni(III), mentre l'anodo è fatto da un idruro composito di metalli, tipicamente miscele di lantanidi e nichel o altri metalli della prima serie di transizione e/o alluminio. Una batteria NiMH può avere due o tre volte la capacità di una batteria NiCd di pari dimensioni e l'effetto memoria è meno significativo. Tuttavia la densità volumetrica di energia è minore delle batterie Li-Ion, e l'autoscarica è maggiore.
Le batterie nel formato comune (AA stilo) hanno una capacità nominale C compresa tra 1100 mA·h e 2700 mA·h con una tensione di 1,2 V, erogata solitamente a 0,2 C.
La densità di energia per il NiMH è approssimativamente di 70 W·h/kg (250 kJ/kg), con una densità di energia in volume di circa 300 W·h/L (360 MJ/m³).

## Storia
La tecnologia degli accumulatori NiMH è stata sviluppata alla fine degli anni 1980, e fu commercializzata per la prima volta dalla Matsushita Company.

## Applicazioni
Le applicazioni degli accumulatori di tipo NiMH includono i veicoli ibridi come la Toyota Prius o la Honda Insight/Honda Civic e l'elettronica di consumo.
La tecnologia NiMH sarà usata anche sul tram Alstom Citadis a pianale ribassato presso Nizza (Francia); così come sul prototipo di robot umanoide ASIMO progettato dalla Honda. Le normali batterie NiMH operano meglio con dispositivi che richiedono correnti di alimentazione moderate, come le fotocamere digitali, e l'elettronica di consumo. Siccome le batterie NiCd hanno una resistenza interna minore, trovano ancora applicazione in quei dispositivi che richiedono elevate correnti di alimentazione (come ad esempio auto radiocontrollate).

## Elettrochimica
In una batteria Ni-MH durante la scarica all'anodo avviene l'ossidazione dell'idrogeno assorbito su una lega metallica (comunemente LaNi5H6):
{\displaystyle {\ce {MH + OH- -> M + H_2O + e-}}}
Mentre al Catodo si ha la formazione di idrossido di nickel(II):
{\displaystyle {\ce {NiOOH + H_2O + e- -> Ni(OH)_2 + OH-}}}
La reazione globale di scarica è:
{\displaystyle {\ce {NiOOH + MH -> Ni(OH)_2 + M}}}
Durante la carica la reazione avviene nel verso opposto.
Il "metallo" nell'anodo di una batteria Ni-MH è normalmente un composto intermetallico. Molti diversi composti sono stati sviluppati a questo scopo, ma quelli attualmente in uso rientrano in due classi. Il più comune è AB5, dove A è una miscela di elementi del gruppo terre rare (lantanidi), come lantanio, cerio, neodimio, praseodimio e B è nichel, cobalto, manganese e/o alluminio.
Solo poche batterie usano elettrodi con materiali ad alta capacità negativa basati su composti AB2, dove A è titanio e/o vanadio e B è zirconio o nichel, modificato con cromo, cobalto, ferro e/o manganese, a causa della vita ridotta per questo tipo di soluzione (EN) 
Le batterie NiMH hanno un elettrolita alcalino, di solito una pasta di idrossido di potassio ~ 6 M.

## Carica

Curva di carica di una batteria NiMH.

La tensione di carica è 1,4-1,6 V/cella e Duracell raccomanda "una carica di mantenimento di durata illimitata pari a 'C'/300".
Una cella a piena carica ha una tensione di 1,35-1,4 V (a vuoto), e fornisce una tensione nominale di 1,2 V durante la scarica, fino a circa 1,0 V (un'ulteriore scarica può causare danni permanenti).
Una riduzione della tensione ("effetto memoria") può capitare a causa di ripetute scariche parziali, ma può essere eliminato con un ciclo di carica.
Quando si applica una ricarica veloce a una batteria NiMH è consigliabile un carica-batteria "intelligente" in grado di evitare una carica eccessiva, che può danneggiare la batteria e generare situazioni pericolose.
Le moderne batterie NiMH contengono un catalizzatore che gestisce immediatamente i gas prodotti da una carica eccessiva evitando che producano danni (2 H2 + O2 ---catalizzatore →  2 H2O).
Tuttavia questa soluzione funziona solo con correnti di carica fino a C/10 h (capacità nominale divisa su 10 ore).
Come risultato di questa reazione la batterie si riscaldano considerevolmente indicando la fine del processo di ricarica.
Alcuni carica batterie veloci sono dotati di una ventola per raffreddare le batterie durante la carica.
Un metodo per ricaricare molto velocemente è detto In-Cell Charge Control e include un interruttore a pressione all'interno della cella, che disconnette automaticamente la corrente di carica in presenza di sovrapressioni.
Alcuni produttori indicano che le batterie NiMH possono essere caricate in sicurezza con una semplice corrente di carica fissa e moderata (con o senza timer), e che la sovraccarica sia accettabile per correnti di carica fino a C/10 h. Infatti questa è la soluzione adottata nei carica batteria più economici (come la base dei telefoni cordless).
Sebbene questo approccio sia sicuro, non è indicato per salvaguardare la durata della batteria stessa. Secondo la Panasonic la carica manuale e continua delle batterie NiMH (con moderate correnti di sovraccarica) può deteriorare la batteria; per evitare deterioramenti la corrente di sovra-carica deve essere limitata tra 0,033 * C/h e 0,05 * C/h e per un tempo massimo di 20 ore.
Per salvaguardare la durata delle batterie NiMH è meglio applicare correnti di carica elevate ma di durata opportuna (breve) piuttosto che corrente di carica basse ma applicate per lunghi periodi.

### Ricarica con controllo in tensione
Consiste nel controllare la variazione di tensione durante il processo di carica, effettuato a corrente costante.
Quando un accumulatore ha terminato il processo di carica, la tensione ai suoi capi subisce un leggero decremento (chiamato comunemente delta peak).
Il caricabatterie deve rilevare tale decremento e interrompere la carica.
Questo processo, molto più sicuro con le NiCd, può essere usato anche con le NiMH a patto di fornire alte correnti di carica (dell'ordine di 1 C, ossia una corrente in A numericamente pari alla capacità dell'accumulatore in Ah): tale accortezza consente di rendere sufficientemente ampio il decremento di tensione rilevabile a fine carica.
Valori tipici del delta peak sono di 7 mV per cella per le NiMH, 12 mV per le NiCd.

### Ricarica con controllo in temperatura
Durante il processo di carica, poiché la tensione varia poco, la carica a corrente costante fornisce energia a un tasso pressoché costante.
Quando la cella non è carica, gran parte dell'energia fornita è immagazzinata sotto forma di energia chimica.
Quando la cella è carica, la maggior parte dell'energia fornita è trasformata in calore, quindi, misurando la variazione della temperatura nel tempo, è possibile decidere quando interrompere la carica.
Duracell e Panasonic suggeriscono di interrompere la carica quando la variazione raggiunge il valore di 1 °C al minuto. È necessario inserire anche un controllo sulla temperatura massima raggiunta dalla cella, che si aggira intorno ai 60 °C.